# أوس الخفاجي
أوس الخفاجي سياسي عراقي وقائد «قوات أبو الفضل العباس» التابعة للحشد الشعبي.

## دراسته
دخل المدارس الاكادمية في مسقط رأسه فدرس الابتدائية والثانوية ثم أكمل دراسته الجامعية في محافظه البصرة. جامعة البصرة. فتخرج منها بشهادة البكالوريوس في التربية الرياضية للعام 1994/1995 ثم التحق بالحوزة العلمية في أيام مرجعية محمد محمد صادق الصدر وحصل على الماجستير في الآداب- اللغة العربية من جامعة غوردن
كان منذ صباه عاشقا لخط الشريعة فتتلمذ على جده رشيد ال زيارة أحد وكلاء أبو جعفر إبراهيم الكرباسي الذي كان متخذا للشطرة مقرا لمرجعيته فاخذ منه القرأن والاحكام الشرعية
المقدمات: درس الفقه عند عبد الله المسفر
ثم درس الشرائع عند محمد اليعقوبي وقاسم الطائي
والعربية عند غسان الخرسان
والمنطق عند مصطفى اليعقوبي ونذير القريشي
والاخلاق على يد السيد محمد كلانتر
ثم السطوح
درس اللمعة على يد حسين الكربلائي والتفسير على السيد محمد الصدر
ثم اعتقل قرابه الثلاث سنوات في رمضان 1418هـ وبعد خروجه في رجب 1421هـ أكمل دراسته

## نشاطاته
- كان وكيلا شرعيا لـ محمد محمد صادق الصدر
- امام جمعة مدينة الكوت والقلعة والناصرية ومشرفا عاما على اقامه صلاة الجمعة في العراق من قبل الصدر
- عين من قبل الصدر متواليا لمدرسة السيد اليزدي الكبرى الظينية في النجف وعضوا في لجنة قبول طلبه الحوزة العلمية ومسؤول الاستفتائات الشرعية آنذاك سنة 1416هـ
- درس الفقه والعقائد والنحو في جامع شيخ الطائفة الطوسي. ومدرسة الاخوند الكبرى.
- بعد سقوط النظام واندلاع الفتنة الطائفية. ارسل من قبل مقتدى الصدر لإقامة صلاة الجمعة الموحدة بين الطائفتين الشيعية والسنية في بغداد في حرم الكاظمين
- خلف مقتدى الصدر لمدة سنة في مسجد الكوفة لإمامة المصلين لصلاة الجمعة.
- قاد ميليشيا أبي الفضل العباس، ووضعها تحت تصرف العبادي عند انتهاء تنظيم داعش، وقد أطلق على مدينة الفلوجة اسم رأس الأفعى والورم الذي يجب استئصاله.[1]

## مؤلفاته
بسبب الاعتقالات التي عانى منها من نظام صدام حسين وقوات الاحتلال لم يبق له ارث من مدوناته ومخطوطاته. وبعد الهجرة إلى دمشق بدأ بكتاباته فكتب: 1- مذكراتي مع محمد الصدر مخطوط
2- سلسله نصائح اخلاقية بعنوان (استيقظوا. طبع مرتين الأولى قم 1428هـ والثانية في بغداد 1429هـ
3- ديوان شعري بعنوان (خلف السرداب) مخطوط

## اولاده
لديه ولد واحد فقط واسمه (محمد حسن)

## ما كتبه الشيخ أوس الخفاجي
ومن شعره المولد
ومن شعره أيضا الامام الحسن (ع)